# Коляска (екіпаж)

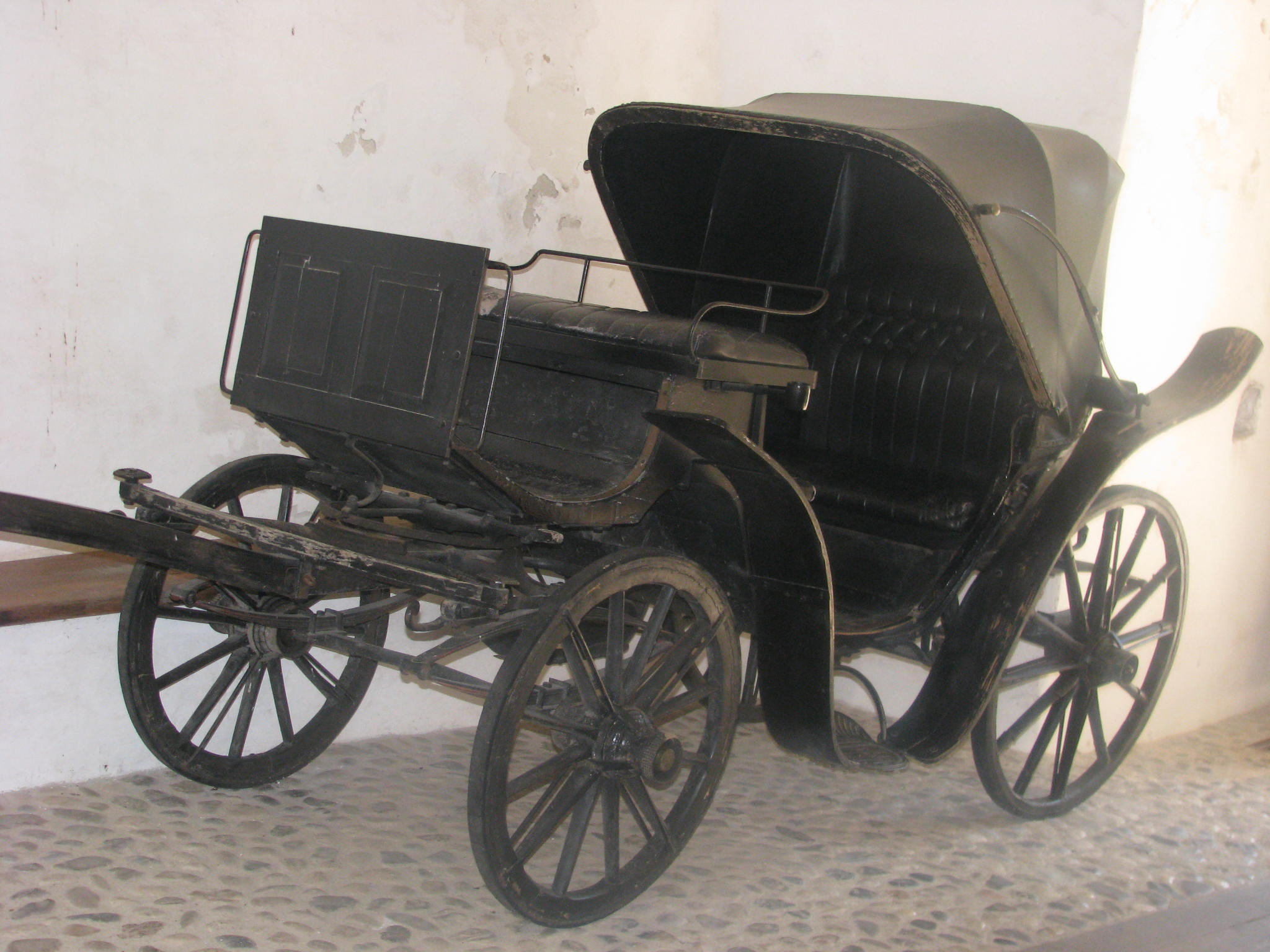
Коляска

Коля́ска, заст. коля́са (пол. kolasa, дос. «повіз», «колеса») — чотириколісний ресорний екіпаж з відкидним верхом. Коляски були простішими за карети, оскільки верх був не стаціонарним, а у вигляді шкіряного тента. На відміну від бричок коляски були завжди ресорними, окрім того, вони не призначалися для далеких поїздок. Запрягали в коляску зазвичай пару чи тройку, але багаті люди могли їздити в колясці і шестериком.
Слово kolasa походить від прасл. *kolesa. Із слов'янських це слово потрапило і до деяких мов Західної Європи: від нього походять нім. Kalesche, фр. calèche.